# Pro loco
A pro loco kifejezés Olaszországban azokat a helyi szervezeteket jelenti, amelyek egy helyet – tipikusan egy települést és a közvetlen környékét – népszerűsítenek. 
A latin kifejezést úgy lehetne fordítani: „a helyért”. Olaszországban általában önálló önkormányzattal helyekre vonatkozóan használják, de akár olyan településrészekre is, amelyek lakói megfelelően erős önálló helyi öntudattal rendelkeznek.
Az olaszok általában úgy használják, hogy mögé teszik a hely nevét. Például „Pro Loco Morolo”. De előfordul az is, hogy egyszerűen csak a „pro” szó után helyezik a település nevét, vagy akár a római kori nevét.
A „pro loco” önkéntes helyi szervezet, nem összekeverendő olyan közfinanszírozású szervezetekkel, amelyeknek a feladata a turizmus előmozdítása (mint például az Azienda di Promozione Turistica (APT) vagy az Ufficio di Informazione e Accoglienza Turistica (IAT)).
A pro locónak lehet jogi személyisége is, ha olyan nonprofit szervezet, amely tagja az UNPLI nevű szervezetnek (Unione Nazionale Pro Loco d'Italia). Az olyan pro locók, amelyeknek a működési szabályzata megfelel az UNPLI szabályainak, jogtanácsra jogosultak, és bizonyos anyagi előnyökhöz is juthatnak, például jogdíjfizetések esetén. 
A legtöbb olasz településen a helyi ünnepek és versenyek megszervezésével foglalkozik, tehát inkább a helyieket szolgálja, mint a vendégeket. Egyes helyeken azonban szélesebb feladatkört vállaltak: az adott hely termékeit, turizmusát népszerűsítik. Ritkábban még komolyabb feladatokat is vállalnak, mint amilyen a helyi publikációk, kutatások szponzorálása, az emlékművek karbantartása.

## Fordítás
Ez a szócikk részben vagy egészben  a   Pro Loco című angol Wikipédia-szócikk ezen változatának fordításán alapul.  Az eredeti cikk szerkesztőit annak laptörténete sorolja fel. Ez a jelzés csupán a megfogalmazás eredetét és a szerzői jogokat jelzi, nem szolgál a cikkben szereplő információk forrásmegjelöléseként.